# (31994) 2000 HR40
2000 HR40 (asteroide 31994) é um asteroide da cintura principal. Possui uma excentricidade de 0.15223230 e uma inclinação de 4.98285º.
Este asteroide foi descoberto no dia 28 de abril de 2000 por LINEAR em Socorro.